# Drumul european E15
Drumul european 15 este un traseu european de referință nord–sud, ce pornește de la Inverness, în Regatul Unit (Scoția) și duce până la Algeciras, în sudul Spaniei.

## Regatul Unit
Precum toate celelalte drumuri europene din Regat, E15 nu este semnalizat.
E15 pleacă din Iverness, și continuă până la Perth pe A9. Din Perth merge spre Edinburgh pe M90/A90, o ia înconjurul acestuia (A902/A8/A720) după care o ia pe șoselele A68 și A696 până la Newcastle și de aici A1 spre Londra. E15 ocolește capitala pe centura Londrei (M25) și continuă până la Folkestone pe M20. De aici se poate lua transportatorul Shuttle prin Tunelul Canalului Mânecii, ori se poate ia un feribot din Dover până la Calais.

## Franța
De la Calais, E15 o ia spre sud, astfel trecând prin orașele Arras (A26) și Paris (A1). De acolo merge spre Lyon, însă ocolește orașul pe ruta A46/N346/A46. Sunt posibile și alte metode datorită numărului inelelor înconjurătoare Lyonului. 
Din Lyon, E15 mai trece prin orașele Orange (A7) și Le Perthus (A9), după care trece granița și intră în Spania.

## Spania
În Spania, E15 merge pe lângă coasta de est a țării pe ruta AP-7/A-7, trecând prin Girona, Barcelona, Tarragona, Castellón de la Plana, Valencia, Alicante, Elche, Murcia, Almería, Motril, Málaga și Algeciras. De aici se poate ajunge la La Linea de la Conceptión respectiv Gibraltar.

## Traseu
- Regatul Unit
  -  Inverness–Perth
  -  Perth–Inverkeithing
  -  Inverkeithing–Edinburgh
  -    Edinburgh (Barnton–Dalkeith)
  -  Edinburgh–Otterburn
  -  Otterburn–Newcastle upon Tyne
  -  Newcastle upon Tyne–Londra
  -  Londra (Potters Bar–Dartford–Swanley)
  -  Londra–Folkestone
  -  Folkestone–Dover
  -  Dover–Calais
- Franța
  -   A26  Calais–Arras
  -   A1  Arras–Paris
  -   A3  Paris (Aeroport CDG–Inelul principal)
  -   A6  Paris–Lyon (Anse)
  -   A46  Lyon (Anse–Vaux-en-Velin)
  -   N346  Lyon (Vaux-en-Velin–Saint-Priest)
  -   A46  Lyon (Saint-Priest–Chasse-sur-Rhone)
  -   A7  Lyon–Orange
  -   A9  Orange–Le Perthus/La Jonquera
- Spania
  -   La Jonquera–Alicante–Algeciras